# Onze-Lieve-Vrouwekathedraal (Doornik)
De Onze-Lieve-Vrouwekathedraal (cathédrale Notre-Dame de Tournai) is de kathedraal van het bisdom Doornik (Frans: Tournai). Ze valt op door haar vijf even hoge torens. Deze romaanse kathedraal werd in 2000 op de Werelderfgoedlijst van de UNESCO geplaatst. Ze is aan Onze-Lieve-Vrouw gewijd.
De kathedraal is met haar 134 meter lengte een van de grootste kerken van België. Architectonisch gezien is het een van de belangrijkste gebouwen van België, een baanbrekende romaanse voorloper met tal van elementen die in de gotiek hoogtij zouden vieren. Nadien is men er nergens in geslaagd om het harmonieuze beeld met de vijf even hoge torens te evenaren.

## Geschiedenis

### Bouwfases
De bouw gebeurde in drie grote fasen. Het oudst is het driebeukige schip, in romaanse stijl. Boven de zijbeuken is een tribune aangelegd, en daarboven een schijntriforium van nissen. Aan de buitenzijde ligt voor de vensters een loopgang, die samen met de ronde traptorentjes die de westkant flankeren, 'trendsetters' waren. Voor een romaans gebouw is deze kathedraal erg goed verlicht.
Daarna werd begonnen met de bouw van het transept. Onderzoek heeft aangetoond dat het kapgebinte van het transept rond 1145 geplaatst is. De vier hoektorens rondom het transept, en de vieringtoren daartussen, domineren met hun 83 meter het stadsbeeld. Deze compositie was wellicht een originele creatie, die niet zonder invloed zou blijven voor latere gebouwen. Met uitzondering van de torens, was het geheel af bij de inwijding in 1171. Door hun plaatsing tegen het koor zijn twee van de hoektorens tevens koortoren.
In 1243 werd besloten om het romaanse koor af te breken en te vervangen door een enorm gotisch koor dat in 1255 af was. De gigantische bundelpijlers vertakken zich via hoge zuiltjes tot in de ribgewelven. De Doornikse kalksteen en het basisschema van dit koor zou als inspiratie dienen voor vele kerken in het Scheldebekken, maar ook voor de Dom van Utrecht.
De portiek voor de westgevel dateert van rond 1500.

### Beeldenstorm
Tijdens de beeldenstorm die op 23 augustus 1566 Doornik trof, is ook in de kathedraal gebroken. Zo werd het 14e-eeuwse beeld van Onze-Lieve-Vrouw der Zieken in het hoofdportaal onthoofd. Predikant Ambroise Wille liet de archieven verbranden.

### Huidige staat
Na een tornado in 1999 is de stabiliteit van dit enorme bouwwerk in gevaar gekomen, en werden stabilisatiewerken noodzakelijk. Hierdoor kan slechts een deel van de kathedraal bezocht worden.

## Interieur

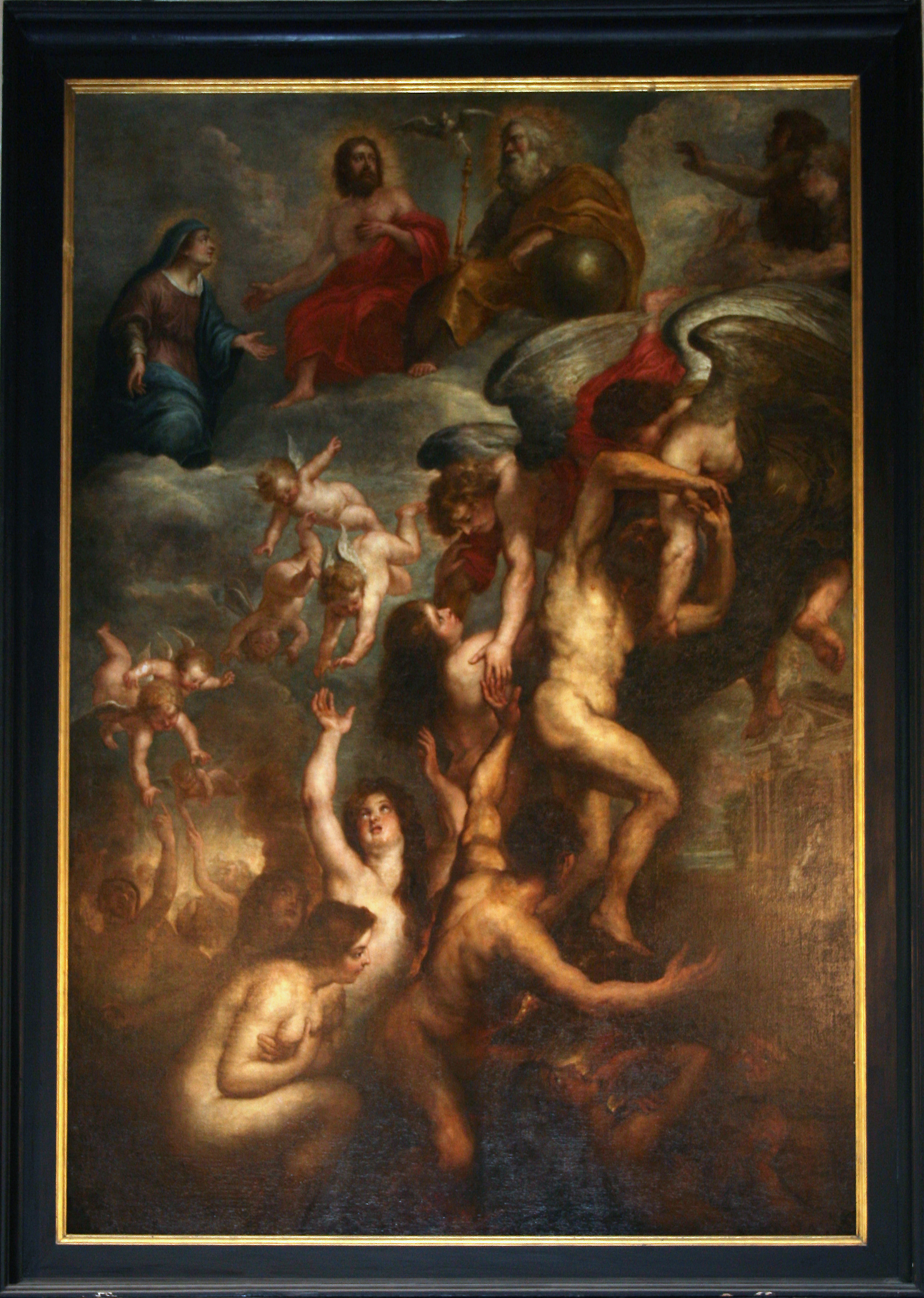
De bevrijding van de geesten uit het Vagevuur

Het koordoksaal in renaissancestijl stamt uit 1574 en is een meesterwerk van Cornelis Floris de Vriendt.
Een ander meesterwerk is het schilderij De bevrijding van de geesten uit het Vagevuur van Peter Paul Rubens uit 1635. De geesten worden bevrijd dankzij het gebed aan de Heilige drie-eenheid. Dit doek werd tijdens de Franse Revolutie weggehaald, en kwam beschadigd terug in 1815. Het werd in 1993 gerestaureerd dankzij de Koning Boudewijnstichting. Dit is het enige schilderij van Rubens dat zich in Wallonië nog bevindt op de plaats waarvoor het gemaakt was. Vroeger was er nog een tweede schilderij van de Antwerpse meester, De triomf van Judas Macchabée, maar dat keerde na de Franse Revolutie niet meer terug.
De kapel waarin dit schilderij nu hangt is de Sint-Lodewijkkapel, opgericht in 1299 voor de Franse koning Lodewijk IX die in 1270 was overleden. In dezelfde kapel hangt ook nog een "Christus aan het Kruis" van Jacob Jordaens.
In de schatkamer van de kathedraal bevindt zich de reliekschrijn van Onze-Lieve-Vrouw, een van de zogenaamde Zeven wonderen van België.

## Publicatie
- Jeroen Westerman: De Onze-Lieve-Vrouwekathedraal van Doornik. Onafhankelijkheidsmonument voor een bisdom. Utrecht, De Erfgoeduitgeverij, 2016. (Proefschrift Leiden). ISBN 978-90-826245-0-2, URL: https://scholarlypublications.universiteitleiden.nl/handle/1887/44809